# Свердловска област
Свердловска област (рус. Свердло́вская о́бласть) је конститутивни субјект Руске Федерације са статусом области на простору Уралског федералног округа у азијском делу Русије. То је уједно и најнасељенија руска област у азијском делу земље.
Административни центар области је град Јекатеринбург бивши Свердловск. Други велики градови су Нижњи Тагил, Каменск-Ураљски, Первоураљск и Серов.
Бивши руски председник Борис Јељцин је рођен 1. фебруара 1931 године у селу Бутка у Свердловској области.

## Етимологија
Област носи име по ранијем називу Свердловск за град Јекатеринбург, који је и административни центар области. Град је основан 1723. године и до 1924. имао је садашње име. У периоду 1924 — 1991. комунисти су ово име променили у Свердловск, у част једног од вођа Октобарске револуције Јакова Свердлова.
Након распада СССР и пада комунизма, град Јекатеринбург је вратио своје раније име, док је област задржала оно из времена комунизма.

## Становништво
| 1989.     | 2002.     | 2010.     |
| --------- | --------- | --------- |
| 4,716,768 | 4,486,214 | 4,297,747 |